# Zračnoprevozna brigada (Južni Vietnam)
Zračnoprevozna brigada (vietnamsko Lu-Doan Nhay-Du; kratica LDND) je bila padalska enota Armade Republike Vietnam.

## Zgodovina
Brigada je bila ustanovljena 1. decembra 1959 s preoblikovanjem Zračnoprevozne skupine. Sestavljali so jo posebej izbrani prostovoljci, ki so morali prestati 9-tedensko urjenje v zračnoprevozni šoli, nato pa še 3-tedensko padalsko urjenje (v tem sklopu so opravili 5 padalskih skokov). 
Brigadni bataljoni so bili nenehno v fazi rotiranja: en bataljon je bil nastanjen v Tan Son Nhutu (kjer je bil v nenehni bojni pripravljenosti in zmožen opraviti padalski skok kjerkoli v državi v parih urah), en bataljon se je nahajal v Vung Tauu na odmoru, en v Da Nangu kot severna reakcijska sila,... Na splošno pa je brigada delovala kot strateška rezerva Generalštaba Armade Republike Vietnam.
5. marca 1962 je brigadni bataljon opravil bojni skok, ko je skočil v obkoljen Bo Tuc. 14. julija istega leta sta dva bataljona skočila na pomoč napadenemu konvoju. 2. januarja 1963 je en bataljon skočil v bitko za Ap Duc, kjer se je bojevala južnovietnamska 7. pehotna divizija.
Oktobra 1965 je celotna brigada izvedla skok v Bong Son, kjer so opravljali misijo poišči in uniči.
1. decembra 1965 je bila brigada preoblikovana v Zračnoprevozno divizijo.

## Organizacija
- Štab in prištabna četa
- 1. zračnoprevozni bataljon
- 3. zračnoprevozni bataljon
- 5. zračnoprevozni bataljon
- 6. zračnoprevozni bataljon
- 7. zračnoprevozni bataljon
- 8. zračnoprevozni bataljon
- Zračnoprevozni bojni podporni bataljon

- Inženirska četa
- Bazna tehnična četa
- Komunikacijski oddelek
- Zračnodostavni podporni oddelek

- 167. zračnoprevozni svetovalni odred[1]